# ديريك ديكامبس
ديريك ديكامبس (2 مايو 1985 بباريس في فرنسا - ) (بالفرنسية: Derek Décamps)‏ هو لاعب كرة قدم فرنسي في مركز الدفاع. لعب مع أريس تسالونيكي وأياكس كيب تاون وإيه سي ميلان وباس جيانينا ونادي ألكوركون ونادي أنجيه ونادي ساربسبورغ 08 ونادي كان ونادي هاوغسوند ونادي بينيا ديبورتيفا وLorca Deportiva CF ‏ وSandnes Ulf ‏.

## وصلات خارجية
- ديريك ديكامبس على موقع قاعدة بيانات كرة القدم.إي يو (الإنجليزية)
- ديريك ديكامبس على موقع عالم كرة القدم.نت (الإنجليزية)
- ديريك ديكامبس على موقع AS.com (الإسبانية)